# ۳ برده رقاص
۳ برده رقاص (انگلیسی: 3 Dancing Slaves) فیلمی در ژانر درام است که در سال ۲۰۰۴ منتشر شد. از بازیگران آن می‌توان به نیکولا کزله و استفان ریدو اشاره کرد.